# A Doua Bătălie pentru Aeroportul Donețk
A Doua Bătălie pentru Aeroportul Donețk între forțele guvernamentale ucrainene și insurgenții separatiști asociați cu așa-zisa Republica Populară Donețk pentru controlul Aeroportului Internațional Donețk a început la 28 septembrie 2014 după nerespectarea bilaterală a tratatului de pace semnat la 5 septembrie la Minsk. Separatiștii RPD au lansat o prima ofensivă la 29 septembrie, aeroportul fiind cea mai mare zonă din Donețk aflată sub controlul Ucrainei. 

## Legături externe
- Ucraina: Trei soldați au fost uciși și alți 15 au fost răniți în confruntări, Unimedia.md, 30 nov. 2014

## Vezi și
- Bătălia pentru Aeroportul Donețk